# Antigonia eos
Antigonia eos is een straalvinnige vissensoort uit de familie van evervissen (Caproidae). De wetenschappelijke naam van de soort is voor het eerst geldig gepubliceerd in 1905 door Gilbert.